# Johnny Marr & the Healers
Johnny Marr & the Healers brittiskt band bildat 2000. 13 år efter upplösningen av The Smiths bestämde sig Johnny Marr för att starta sitt eget band, där han inte bara spelar gitarr utan även är sångare.
The Healers framträdde första gången 2000 när Marr började leta efter musiker till bandet. Han hittade Ringo Starrs son, Zak Starkey, och basisten i Kula Shaker, Alonza Bevan. Det tog två år att få ihop bandet, för Marr ville att medlemmarna skulle passa in "naturligt" i bandet. Bandets debutalbum gavs ut 2003, Marr sjöng och skrev texter till albumet. Bandets andra album var tänkt att ges ut 2004, men Starkey var involverad i Oasis, och Bevan var upptagen med sitt eget band (Kula Shaker). Det är inte klart när eller om deras nästa album ska släppas. Och 2006 bekräftades det att Marr nu var medlem det amerikanska bandet Modest Mouse.

## Diskografi
Album
- Boomslang (2003)

Singlar
- "The Last Ride" (2001)
- "Bangin' On" (2003)